# Gatuvåld
Begreppet gatuvåld avset våld på gator och andra allmänna platser. Ordet förknippas ofta med gäng, "helgbråk" på fredags- och lördagskvällarna samt att människor är rädda för att gå ut. Ordet var vanligare i det svenska språket på 1900-talet, men sedan 1990-talet talar man oftare istället om våldet i samhället, en bredare term som inte bara inkluderar bråk på gatorna utan även till exempel våld i nära relationer.

## Orsaker
Bland direkta orsaker till gatuvåldet finns ofta alkohol och ibland även droger, många gånger begås rån eller försök till rån. Gatuvåldet är ibland oprovocerat. De indirekta orsakerna till våldet, och även drogerna, är dock mera omdebatterade, ofta beskylls dock flera fenomen, till exempel sociala problem och underhållningsvåld. Gatuvåldet kan också röra sig om politiskt våld, till exempel diverse rasism- och främlingsfientlighetsrelaterade bråk eller slagsmål mellan höger- och vänsterextremister.

## Gatuvåld i Sverige
I svensk massmedia förespeglas ofta att gatuvåldet ökar. Huruvida det verkligen förhåller sig så är omtvistat. Andra menar att våld och brottslighet inte ökar, utan ändrar karaktär i takt med att världen, mänskligheten och samhällssystemen förändras. Helt klart är att antalet anmälda våldsbrott av alla slag ökar, men ser man istället till hur många som blivit ihjälslagna har man i Sverige sedan början av 1970-talet legat på omkring 100 personer per år. Denna siffra är lägre än den nivå på cirka 150 som förekom vid mitten av 1800-talet, men högre än de ca 50 per år som slogs ihjäl på 1950-talet. Man kan alltså både hävda att dödligt våld minskat (jämfört med 1800-talet), ökat (jämfört med efterkrigstiden) eller ligger konstant (sedan 1970-talet).
SCBs enkätundersökning på hur många som utsatts för gatuvåld under det senaste året visar också på en tämligen konstant nivå (mellan 4 och 6 % för män och 2 % för kvinnor) från det att undersökningen påbörjades 1982 fram till i dag. 
Under 1980-talet menade många att det fanns samband mellan gatuvåldet och videovåldet.

### Fotnoter
1. ↑  ”GunnarThollanderm.fi. Förhandsgranskning av videogram”. Sveriges riksdag. 27 januari 1987. http://www.riksdagen.se/sv/dokument-lagar/dokument/motion/gunnarthollandermfi---forhandsgranskning-av_GA02K424. Läst 28 september 2017.